# Теодул (перевал)
Теоду́л или Теоду́лпасс (нем. Theodulpass, итал. Colle del Teodulo, фр. Col de Saint-Théodule) — высокогорный перевал между вершинами Маттерхорн и Брайтхорн в Пеннинских Альпах, на границе Швейцарии и Италии. Высота — 3 301 метра над уровнем моря. Соединяет населённые пункты Церматт в долине Маттерталь, кантон Вале, Швейцария) и Брёй-Червиния в долине Вальтурнанш (фр.), регион долины Аосты), Италия.

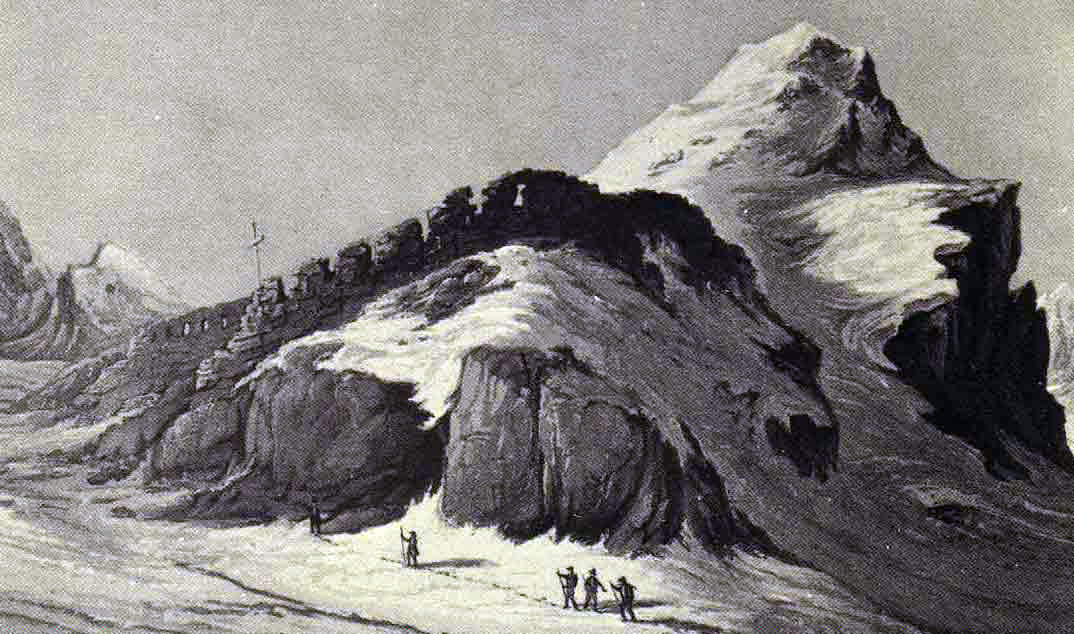
Перевал Теодул в 1800-х годах

Седловина перевала покрыта ледником. Непосредственно на седловине перевала расположен горный приют Теодул (ит., итал. Rifugio del Teodulo, фр. Refuge du Théodule, нем. Theodulhütte).